# Satz von Fernique
Der Satz von Fernique ist ein Satz für gaußsche Maße in Banach-Räumen. Der Satz sagt, dass gaußsche Zufallsvariablen in Banach-Räumen exponentialfallende Ränder (tails) besitzen.
Der Satz wurde 1975 von dem französischen Mathematiker Xavier Fernique bewiesen.

## Aussage
Sei {\displaystyle (E,\|\cdot \|)} ein separabler Banach-Raum und {\displaystyle \mu } ein beliebiges symmetrisches gaußsches Maß auf {\displaystyle E}.
Seien {\displaystyle \lambda >0} und {\displaystyle r>0}, so dass
{\displaystyle \log \left({\frac {1-\mu ({\overline {B}}(0,r))}{\mu ({\overline {B}}(0,r))}}\right)+32\lambda r^{2}\leq -1.}
Dann gilt
{\displaystyle \int _{E}e^{\lambda \|x\|^{2}}\mu (\mathrm {d} x)\leq e^{16\lambda r^{2}}+{\frac {e^{2}}{e^{2}-1}}.}

### Erläuterungen
Die Aussage sagt, dass {\displaystyle e^{\lambda \|x\|^{2}}} bezüglich des gaußschen Maßes immer integrierbar ist.